# María de Maeztu
María de Maeztu Whitney (Vitoria, 18 luglio 1881 – Mar del Plata, 7 gennaio 1948) è stata una pedagoga e umanista spagnola.
Membro della prestigiosa famiglia de Maeztu, diresse e promosse la Residencia de Señoritas tra il 1915 e il 1935, fece parte della giunta direttiva dell’Istituto-Scuola e presiedette il Lyceum Club femminile dal 1926 al 1936. Morì in Argentina all’età di 66 anni.

## Biografia
Figlia dell'ingegnere Manuel de Maeztu Rodríguez, possidente cubano di origine navarra, e di Juana Whitney, a sua volta figlia di un diplomatico inglese. Si stabilirono a Vitoria. La morte del padre a Cuba e problemi amministrativi riguardanti la sua eredità, lasciarono Juana Whitney e ai suoi cinque figli, Ramiro, Ángela, Miguel, María y Gustavo, in una situazione precaria. Laureatasi María alla Scuola Normale di Insegnamento di Vitoria (1896-1898), la famiglia dovette trasferirsi a Bilbao, città in cui Juana organizzò l'accademia anglo-francese, una specie di residenza per ragazze dove sua figlia María collaborò attivamente.
Nel 1902 María de Maeztu iniziò a lavorare come maestra in una scuola pubblica di Santander, da dove fu trasferita a Bilbao cinque mesi dopo, terminando il suo vagabondaggio a Madrid nel 1909. Dalla sua esperienza come maestra di scuola trarrà alcune conclusioni come quella espressa all'Università di Oviedo anni dopo:
Nel frattempo proseguì la sua istruzione universitaria. Ottenuto il baccellierato all'Istituto di Vitoria nel 1907, due anni più tardi si laureò come alunna non-ufficiale all'Università di Salamanca, completando gli studi all'Università Complutense di Madrid, dove si sarebbe laureata il Lettere e Filosofia nel 1915.
Al servizio della Giunta per l'ampliamento degli studi e l'investigazione scientifica dal 1908, la sua conoscenza delle lingue, poco frequente in Spagna all'epoca, e il suo animo deciso e impegnato la resero un'alunna idonea a vari progetti. Pertanto, fece parte della commissione nominata dal governo per il certamen pedagogico tenuto a Londra. Al suo ritorno, presso la società bilbaina el Sitio, tenne una conferenza in cui osservava che:
La formazione internazionale di María proseguì negli anni successivi, con viaggi a Bruxelles nel 1910 e in Germania, dove all'Università di Marburgo fu alunna di Natorp e Hartman nel 1912.Al suo ritorno, entrò al Centro di studi storici, nel circolo di José Ortega y Gasset.

### La Residenza delle Signorine e l'Istituto-Scuola
Creata a Madrid dalla Giunta per l'ampliamento degli studi e l'investigazione scientifica, la Residenza Internazionale delle Signorine ebbe María de Maeztu come responsabile della sua organizzazione e direzione.
Ricoprì questo incarico dal 1915 al 1936, e ben presto questo divenne il grande progetto della sua vita. In un articolo intitolato «L'unica cosa che chiediamo» e pubblicato dalla rivista La donna moderna, spiegò la sua posizione rispetto alla liberazione della donna:
María de Maeztu riuscì a conciliare il suo incarico nelle Residenza delle signorine con la direzione di uno dei dipartimenti dell'Istituto-Scuola creato dalla Jae (la Giunta per l'ampliamento degli studi) nel 1918, dove poté diffondere ancor di più il suo bagaglio di idee pedagogiche.

### Lyceum e femminismo
María de Maeztu fondò e presiedette dal 1926, il Lyceum Femminile, analogo e quelli già esistenti in Europa; sebbene a principio lei sostenesse la necessità di un istituto misto, dovette alla fine accettare il regolamento vigente in Europa. Il Lyceum aveva come obiettivo quello di fomentare lo spirito collettivo delle donne e di essere anche un luogo aperto alle donne sposate che non volevano essere confinate esclusivamente alle quattro pareti della loro casa. Fu inaugurato alla presenza di centocinquanta donne di ogni classe sociale. Seguendo il modello internazionale, il Lyceum disponeva di sezioni di letteratura, scienze, arti plastiche ed industriali, sociale, musica e internazionale. María de Maeztu organizzava corsi, conferenze, concerti, esposizioni, alla presenza di intellettuali, scienziati e artisti nazionali e stranieri. García Lorca vi lesse il suo libro Poeta a New York e tenne nei suoi salotti la conferenza Immaginazione, ispirazione ed evasione nella poesia; anche Miguel de Unamuno vi lesse la sua tragedia Rachele incatenata. Dal canto suo, Carmen Monne Baroja, per raccogliere fondi, organizzò funzioni e lotterie di quadri nel suo teatrino di affezionati «Il merlo bianco».
Furono vicepresidenti del Lyceum Isabel Oyarzábal e Victoria Kent; segretaria, Zenobia Camprubí; vicesegretaria, Helen Phipps; tesoriera, Amalia Galinizoga, y bibliotecaria, María Martos de Baeza. Parteciparono anche Margarita Nelken, María Lejárraga, Carmen Baroja, Ernestina de Champourcín, Concha Méndez, María Teresa León, Elena Fortún, Mabel Pérez de Ayala. La presidenza onorifica l'ebbero la regina Vittoria Eugenia y la Duchessa di Alba.

### Deputata durante la dittatura
Durante la dittadura di Primo de Rivera, María, appoggiata da suo fratello Ramiro, accettò, insieme ad altre dodici donne- di diventare membro dell'Assemblea Nazionale, nella sezione dedicata all'educazione. Più tardi, negli anni trenta, fu membro del Consiglio di Istruzione Pubblica, ed anche membro del Consiglio Nazionale di Cultura. Ebbe accesso all'insegnamento universitario nel 1932, nell'appena creata Sezione di Pedagogia della facoltà di Lettere e Filosofia dell'Università Centrale.

### Esilio in Argentina
Allo scoppio della guerra civile nel 1936, la fucilazione del fratello Ramiro, intellettuale novantottista che dopo una giovinezza tra le file del liberalismo radicale era passato all'ideologia della destra nazionalista, costituì un duro colpo per María. Allontanata dal suo incarico alla Residenza delle Signorine - ma secondo alcune fonti fu lei a dimettersi-, lasciò la Spagna per Buenos Aires, dove fissò la sua residenza e nella cui università poté insegnare Storia dell'Educazione, cattedra che mantenne fino alla morte. Tornò in Spagna nel febbraio 1947, a causa della morte del fratello Gustavo - autore del suo ritratto Mia sorella María-, però poi tornò a Buenos Aires, dove morì due anni dopo. Il suo corpo venne restituito alla Spagna e sepolto nel mausoleo di famiglia ad Estella, in Navarra.